# لیویو ایسوتی
لیویو ایسوتی (ایتالیایی: Livio Isotti; ۲۹ ژوئن ۱۹۲۷ – ۱۹ سپتامبر ۱۹۹۹) دوچرخه‌سوار اهل ایتالیا بود.